# Scolopocryptops rubiginosus
Scolopocryptops rubiginosus är en mångfotingart som beskrevs av Ludwig Carl Christian Koch 1878. Scolopocryptops rubiginosus ingår i släktet Scolopocryptops och familjen Scolopocryptopidae.
Artens utbredningsområde är Taiwan. Inga underarter finns listade i Catalogue of Life.